# Thomas More University
La Thomas More University est une université privée catholique américaine située dans le 
Kentucky à Crestview Hills. Elle compte 2 200 étudiants. Elle a été fondée en 1921 par les bénédictines locales sous le nom de Villa Madonna College.

## Histoire
Les bénédictines de Covington fondent le Villa Madonna College en 1921 pour former des enseignantes catholiques destinées à l'éducation des jeunes femmes. Ce collège universitaire reçoit sa charte du Commonwealth of Kentucky en 1923. Le Villa Madonna College délivre ses diplômes à la première  promotion en 1929 et devient collège universitaire officiel du diocèse de Covington la même année. Trois congrégations enseignent à la Villa Madonna les premières années : les Sœurs de Notre-Dame de Coesfeld, les Sœurs de la Providence, et les bénédictines locales. Dans les années 1930 et 1940, le collège connaît une croissance lente. L'année 1942–1943 se termine avec dix diplômées.
Bien que la Villa Madonna soit exclusivement féminine au début, les jeunes gens pouvaient bénéficier du même programme avec le St. Thomas More College, collège universitaire ouvert dans la continuité de la Covington Latin School, et qui lui est affilié. En 1945, la Villa Madonna devient mixte et le  St. Thomas More College est aboli. Cette même année, le diocèse de Covington acquiert le collège. Au début de l'année universitaire 1945, le Villa Madonna College comptait 28 Sœurs, 56 enseignantes laïques, et 28 hommes, pour un total de 112 étudiants. Le collège croît rapidement, si bien que le diocèse acquiert de nouveaux bâtiments.
Les bâtiments du campus comprennent alors le St. Joseph's Hall, le St. Thomas More Hall, le Cabrini Hall, le St. Pius Hall, le Talbott Hall, l'annexe de la cafétéria, le Columbus Hall (bibliothèque), le St. Jude Hall, l'Aquinas Hall, le Bernard Hall et le St. Luke Hall (département d'art).
En 1968, le collège déménage du centre-ville de Covington pour Crestview Hills. Le Villa Madonna College est rebaptisé en Thomas More College, la même année. Il est béni en septembre 1968 en présence du président Lyndon Johnson. Aujourd'hui il comprend  2 200 étudiants, venant du Kentucky, des environs de Cincinnati et d'une vingtaine d'autres États et même de l'étranger.
Le Council on Postsecondary Education du Kentucky lui donne le statut d'université en juillet 2018. Le 1er octobre 2018, l'établissement devient la Thomas More University. L'université comprend trois collèges et un institut :
- Collège des arts libéraux et sciences
- Collège de Business
- Collège des sciences de l'éducation et de la santé
- Institute for Ethical Leadership and Interdisciplinary Studies

## Présidents
1. Mary Domitilla Thuener (1921–1928)[5],[6]
2. Michael Leick (1928–1943)[5]
3. Edmund Corby (1943–1944)[5]
4. Thomas A. McCarty (1945–1949)[5]
5. Joseph Z. Aud (1949–1951)[5]
6. John F. Murphy (1951–1971)[5]
7. Richard A. DeGraff (1971–1978)[5]
8. Robert J. Giroux (1978–1982)[5]
9. Thomas A. Coffey (1982–1985)[5]
10. Charles J. Bensman (1986–1992)[5]
11. William F. Cleves (1992–2001)[5]
12. E. Joseph Lee II (2001–2004)[5]
13. Margaret Stallmeyer (2005–2013)[5]
14. David A. Armstrong (2013–2018)[7]
15. Kathleen S. Jagger (2018–2019) [8]
16. Joseph L. Chillo (2019-)[9]

## Accréditation
L'université est accréditée par la Southern Association of Colleges and Schools (SACS).
L'université est membre du Greater Cincinnati Consortium of Colleges and Universities, organisation incluant tous les collèges et universités accrédités de la région. Ce consortium donne la possibilité aux étudiants d'accéder à des cours dans d'autres institutions et d'accéder aux bibliothèques des autres collèges et universités du consortium.